# کنستانتینو رومه‌رو
کنستانتینو رومه‌رو (اسپانیایی: Constantino Romero‎؛ ۲۹ مه ۱۹۴۷ – ۱۲ مه ۲۰۱۳) صداپیشه، بازیگر و مجری رادیو و تلویزیون اهل اسپانیا بود.
یکی از دلایل شهرت رومه‌رو آن بود که وی دوبلور اسپانیولی کلینت ایستوود، جیمز ارل جونز، ویلیام شاتنر، آرنولد شوارتزنگر و لوئیس گوست در سینما و تلویزیون اسپانیا بود و در نسخهٔ دوبله‌شدهٔ اسپانیولی فیلم‌ها، به جای آنها حرف می‌زد.
وی یکی از برندگان جایزه زرین برنامه‌های تلویزیونی بود.